# Sewanee
Sewanee es un lugar designado por el censo ubicado en el condado de Franklin en el estado estadounidense de Tennessee. En el Censo de 2010 tenía una población de 2.311 habitantes y una densidad poblacional de 228,44 personas por km².

## Geografía
Sewanee se encuentra ubicado en las coordenadas 35°11′51″N 85°55′21″O / 35.19750, -85.92250. Según la Oficina del Censo de los Estados Unidos, Sewanee tiene una superficie total de 10.12 km², de la cual 10.07 km² corresponden a tierra firme y (0.49%) 0.05 km² es agua.

## Demografía
Según el censo de 2010, había 2.311 personas residiendo en Sewanee. La densidad de población era de 228,44 hab./km². De los 2.311 habitantes, Sewanee estaba compuesto por el 90.74% blancos, el 4.93% eran afroamericanos, el 0.56% eran amerindios, el 2.9% eran asiáticos, el 0% eran isleños del Pacífico, el 0.09% eran de otras razas y el 0.78% pertenecían a dos o más razas. Del total de la población el 2.86% eran hispanos o latinos de cualquier raza.